# سطح زیر کشت فراوان موجود است
سطح زیر کشت فراوان موجود است (به انگلیسی: Abundant Acreage Available) فیلمی محصول سال ۲۰۱۷ و به کارگردانی آنگوس مک‌لاکلان است. در این فیلم بازیگرانی همچون ایمی رایان، تری کینی، ماکس گیل، فرانسیس گوینان و استیو کولتر ایفای نقش کرده‌اند.